# Kyösti Toivonen
Kyösti Toivonen (ur. 25 września 1937 w Jääski) – fiński menedżer i polityk, deputowany do Eduskunty, poseł do Parlamentu Europejskiego IV kadencji.

## Życiorys
Absolwent Uniwersytetu Helsińskiego, pracował jako przedsiębiorca i menedżer, m.in. był dyrektorem zarządzającym ośrodka wypoczynkowego. Zaangażował się w działalność organizacji folklorystycznych. Związał się z Partią Koalicji Narodowej. Był radnym (1989–1991) i członkiem zarządu miasta (1989–1991) w Holloli. W latach 1991–1995 sprawował mandat posła do Eduskunty. W latach 1995–1996 pełnił funkcję eurodeputowanego w ramach delegacji krajowej po przystąpieniu Finlandii do Unii Europejskiej. W PE IV kadencji wchodził w skład frakcji chadeckiej. Od 1997 dyrektor zarządzający przedsiębiorstwa zajmującego się organizacją wyjazdów turystycznych.